# Wallhausen (Sassonia-Anhalt)
Wallhausen è un comune di 2 406 abitanti della Sassonia-Anhalt, in Germania.
Appartiene al circondario (Landkreis) di Mansfeld-Harz Meridionale (targa MSH) ed è parte della comunità amministrativa (Verwaltungsgemeinschaft) del Goldene Aue.
Diede i natali al re ed imperatore Ottone I di Sassonia.

## Geografia antropica

### Suddivisioni amministrative
Il territorio comunale si divide in 4 zone (Ortsteil), corrispondenti al centro abitato di Wallhausen e a 3 frazioni:
- Wallhausen (centro abitato)
- Hohlstedt
- Martinsrieth
- Riethnordhausen